# Etileno (biología)

## Descubrimiento de la biología del etileno
El etileno se ha utilizado en la práctica desde los antiguos egipcios, que hacían muescas a los higos para estimular la maduración (en cualquier órgano de una planta, las heridas estimulan la producción del etileno por parte de los tejidos). En la antigua China se quemaba incienso en cuartos cerrados para acelerar la maduración de las peras. En 1864, se descubrió que los escapes del gas de las lámparas de carbón que iluminaban las calles provocaban en las plantas adyacentes la disminución del crecimiento, el torcimiento o epinastia y espesamiento anormal de los vástagos. En 1901, el ruso Dimitry Neljubow demostró que el componente activo que producía tales efectos era el etileno. En 1917, Doubt descubrió que el etileno estimulaba la abscisión. No fue hasta 1934 que R. Game divulgó que algunos frutos en maduración sintetizan el etileno. En 1935, Crocker propuso que el etileno era la hormona de la planta responsable de la maduración de los frutos, así como de la inhibición de tejidos vegetativos que provocaban la caída de las hojas.

Producción biológica del etileno

## Biosíntesis del etileno
Se ha demostrado que el etileno se produce en todos los órganos de las plantas, incluyendo las hojas, los vástagos, las raíces, las flores, los frutos y los tubérculos.
La producción del etileno está regulada por una variedad de factores de desarrollo y ambientales. Durante la vida de la planta, la producción del etileno se induce durante ciertas etapas del crecimiento tales como germinación, maduración de frutos, abscisión de hojas, y la abscisión o senescencia de flores. La producción del etileno se puede inducir también por una variedad de factores externos tales como las heridas mecánicas, los estrés ambientales, o ciertos productos químicos, incluyendo auxinas y otros reguladores.
La biosíntesis de la hormona etileno comienza con la conversión del aminoácido metionina en S-adenosil-L-metionina (SAM, también llamada AdoMet) por la enzima S-adenosil-L-metionina sintetasa (SAM sintetasa). La SAM, entonces, se convierte en ácido 1-aminociclopropano-1-carboxílico (ACC) y en 5'-metiltioadenosina por la ácido 1-aminociclopropano-1-carboxílico sintasa (ACC sintasa). La actividad de ACC sintasa es reguladora en la producción del etileno, por lo tanto la regulación de esta enzima es crucial. La 5'-metiltioadenosina será empleada para regenerar la metionina inicial en una serie de reacciones y el ACC para formar etileno. El paso final para formar etileno requiere de oxígeno e implica la acción de la ácido 1-aminociclopropano-1-carboxílico oxidasa (ACC oxidasa), conocida antes como la enzima formadora de etileno (en inglés, ethylene forming enzyme o EFE). La biosíntesis del etileno se puede inducir por la presencia de etileno endógeno (autocatálisis) o exógeno. La síntesis del ACC aumenta con los niveles altos de las auxinas, especialmente del ácido indolacético (IAA), y de las citoquininas. La síntesis del ACC es inhibida por el ácido abscísico.

## Genética del etileno
El etileno es reconocido por un complejo proteico dimérico transmembrana. El primer gen descubierto que codifica para un receptor del etileno fue reproducido en Arabidopsis thaliana. Los receptores del etileno son codificados por múltiples genes en esta especie. Las secuencias génicas para los receptores del etileno también se han identificado en muchas otras especies de plantas y una proteína receptora del etileno incluso se ha identificado en cianobacterias.

## Disparadores ambientales y biológicos del etileno
Las señales ambientales pueden inducir la biosíntesis de la hormona en la planta. La inundación, la sequía, la bajada de temperaturas, las heridas y el ataque de patógenos pueden inducir la formación del etileno en la planta.
En inundación, la raíz sufre carencia de oxígeno, o anoxia, que conduce a la síntesis de ácido 1-aminociclopropano-1-carboxílico (ACC). El ACC se transporta hacia la parte superior de la planta y después se oxida en las hojas. Su producto, el etileno, causa la epinastia de las hojas.

## Respuestas fisiológicas de las plantas
Al igual que otras hormonas de la planta, el etileno puede tener efectos pleiotrópicos. Esto significa que tiene efectos en varios segmentos del genoma de la planta. Las respuestas al gas dependen tanto del tejido afectado como de las condiciones ambientales. En la evolución, el etileno sería simplemente un mensajero que fue adoptado para diferentes procesos sin relación entre ellos durante diversos periodos del desarrollo evolutivo.

## Lista de las respuestas de la planta al etileno
- Provoca la triple respuesta de la planta, engrosando el hipocótilo con un pronunciado gancho apical. Esto se considera como una reacción de la planta a un obstáculo en el suelo, permitiendo que avance más allá de la obstrucción.
- En polinización, cuando el polen alcanza el estigma, el precursor del etileno, ACC, se secreta al pétalo, transformándose en etileno con la ACC oxidasa.
- Estimula la senescencia de hojas y flores.
- Induce la abscisión de las hojas y de botones florales sensibles a su presencia.[Nota 1]
- Estimula la senescencia de células maduras del xilema.
- Estimula el crecimiento del ápice en algunas plantas inundadas como el arroz.
- Induce la abscisión de la hoja.
- Induce la germinación de semillas.
- Induce el crecimiento del pelo radical, aumentando la eficacia de la absorción del agua y de los minerales.
- Induce el crecimiento de raíces adventicias durante inundaciones
- Estimula epinastia, haciendo que el peciolo de la hoja crezca más rápido en su cara superior que en la inferior y la hoja se curve hacia abajo.
- Estimula la maduración de frutos, en particular de los frutos climatéricos.[8][Nota 2]
- Induce en los frutos climatéricos un aumento de la tasa respiratoria y un incremente, concomitante o no, de la síntesis de etileno (síntesis autocatalítica). A ella se asocian muchos de los cambios que operan en los frutos durante la maduración: ablandamiento, cambios en el color, sabor, etc. Esta es la causa por la cual la presencia de frutos de ciertas especies inducen el aumento de la velocidad de maduración en otros. Como ejemplo, la presencia de frutos que detentan una elevada producción de etileno, por ejemplo las manzanas, en un ambiente poco ventilado acelera la maduración de los kiwis, altamente sensibles a la presencia de etileno.